# Saló de la Fama dels esports de motor fora d'asfalt
El Saló de la Fama dels esports de motor fora d'asfalt (en anglès: Off-Road Motorsports Hall of Fame, abreujat ORMHOF) és un saló de la fama dedicat a pilots i col·laboradors destacats de les curses fora d'asfalt a l'Amèrica del Nord. Disposa d'una àmplia col·lecció digital de materials relacionats amb el fora d'asfalt i manté una col·lecció de vehicles tot terreny que s'exposen als principals museus d'automoció dels Estats Units.

## Història
El 1966, Ed Pearlman va cofundar, juntament amb Pete Condos i Don Francisco, la primera organització de curses exclusivament fora d'asfalt, anomenada National Off-Road Racing Association (NORRA), la qual va organitzar el seu primer esdeveniment el 1967: el Ral·li 1000 Mexico, més tard rebatejat com a Baja 1000. Pearlman va deixar de promocionar els campionats de la NORRA el 1976 i aleshores va decidir de reconèixer els qui col·laboraven en aquest esport. El gener de 1978 va incorporar els primers 16 membres al seu saló de la fama i el 1980 un segon grup. No va poder, però, trobar cap seu que on hostatjar el saló.
El 1995, Pearlman va vendre la seva organització a Rod Hall. Aquest, mentre organitzava els papers de Pearlman, va trobar entre les seves notes informació sobre el saló de la fama i el projecte li va interessar, de manera que va parlar amb l'amo del National Automobile Museum de Reno (Nevada), Gordon Horsley, i aquest li va concedir un espai al seu museu per a acollir permanentment l'ORMHOF.

## Categories d'incorporats
Els membres que s'incorporen regularment al saló s'agrupen en les següents categories principals:
- Competició: motocicletes i ATVs, curses fora d'asfalt, ral·li, rock crawling i esports de sorra
- Recreació: quatre rodes, motocicletes i ATVs
- Pioner: patrocinadors i defensors, indústria i periodisme

## Llista d'incorporats destacats
A 1 de gener de 2021.
| Índex A B C D E F G H I J K L M N O P Q R S T U V W X Y Z |

### A
- Don Amador (2016)
- Edo Ansaloni (2007)
- David Ashley (2014) - Guanyador de la Baja 1000

### B
- Larry Bergquist (2013)
- Ron Bishop (2011)
- Herman Booy (2004)
- Carla Boucher (2004)
- Peter K. Brown (2010)
- William A. (Bill) Bryan (2007)
- John Buffum (2004)
- Harry Buschert (1980) - Fundador de la CA4WDC

### C
- Jean Calvin (2004)
- Shannon Campbell (2015)
- Dick Cepek (1978) - Fabricant de peces
- Bob Chandler (2013)
- Eugene A. (Gene) Chappie (2010)
- Brian Chuchua (1978) - Promotor del Riverside Grand Prix
- Chris Collard (2015)
- Clark Collins (2006)
- Pete Condos (1978) - Cofundador de la NORRA i promotor de la Mint 400

### D
- Frank DeAngelo (2013)
- Roy Denner (2012)
- Edward Dunkley (2004)

### E
- Bud Ekins (1980) - Rècord a la Baja
- Charley Erickson (1978) - Fundador de la F.A.I.R.
- Manny Esquerra (2008)
- Walker Evans (2004) - Guanyador de la Baja 1000 i campió MTEG
- Bud Feldkamp (2016) - Guanyador de la Baja 1000

### F
- Marty Fiolka (2014)
- Sal Fish (2006)
- Jack Flannery (2009)
- Casey Folks (2012)
- Don Francisco (1978) - Cofundador de la NORRA
- Nye Frank (2014)

### G
- James Garner (1978) - Celebritat
- Michael Gaughan (2015)
- Gilmon (Gil) George (2007)
- Robby Gordon (2019) - Guanyador de la Baja 1000 i campió MTEG

### H
- Chris Haines (2010)
- Rod Hall (2005) - Guanyador de la Baja 1000
- Bob Ham (2006)
- Jerry Herbst (2013) - Primm 300
- Vic Hickey (1978) - Dissenyador de cotxes de cursa
- David Higgins (2019) - Campió del Rally America

### J
- Johnny Johnson (2010) - Guanyador de la Baja 1000
- Parnelli Jones (1978) - Guanyador de la Baja 1000

### L
- Richard (Dick) Landfield (2007)
- John Lawlor (1980) - Periodista
- Curt LeDuc (2015) - Guanyador de la Primm 300
- Walter B. Lott (2007)

### M
- Rob MacCachren (2011)[3] - Guanyador de la Baja 1000 i campió LOORRS Pro 2
- Joe MacPherson (2008)
- Corky McMillin (2006)
- Scott McKenzie (2005)
- Steve McQueen (1978) - Celebritat
- Roger Mears (2020) - Campió MTEG
- Sue Mead (2007)
- Bruce Meyers (1978) - Dissenyador de cotxes de cursa
- Akton (Ak) Miller (2005)
- Drino Miller (1978) - Guanyador de la Baja 1000
- Larry Minor (2005) - Guanyador de la Baja 1000
- Ray Moon (1980) - Directiu de la CA4WDC

### O
- Jim Ober (2016)

### P
- Ed Pearlman (1978) - Cofundador de la NORRA
- Jerry Penhall (2015)
- Rick Péwé (2010)

### R
- Larry Ragland (2016) - Guanyador de la Baja 1000
- J.N. Roberts (2009)
- Larry Roeseler (2012)

### S
- Nico Saad (2008)
- Bill Sanders (2014)
- Judy J. Smith (2008)
- Malcolm Smith (1978) - Guanyador de la Baja 1000
- Mark Smith (1980) - Promotor de la Jamboree
- Harold Soens (2009)
- Roy Spuhler (2005)
- Cameron Steele (2018)
- Bob Steinberger (2013)
- Ivan Stewart (2006) - Guanyador de la Baja 1000 i campió MTEG
- Bill Stroppe (1978) - Guanyador de la Baja 1000 i dissenyador de cotxes de cursa

### T
- Mickey Thompson (2007) - Fundador de SCORE i MTEG

### V
- Tracy Valenta (2016)
- Frank “Scoop” Vessels (2007)

### W
- Ed Waldheim (2005)
- Thurston Warn (1978) - Fabricant de peces
- Vic Wilson (1978) - Guanyador de la Baja 1000 i fundador del Saddleback Park